# 埃耶
埃耶（法語：Heilles，法語發音：[ɛj]）是法国瓦兹省的一个市镇，属于克莱蒙区。

## 地理
埃耶（49°20'3"N, 2°15'43"E）面积6.01 平方千米，位于法国上法蘭西大區瓦兹省，该省份为法国北部内陆省份，北起索姆省，西接厄尔省和滨海塞纳省，南至塞纳-马恩省和瓦兹河谷省，东临埃纳省。
与埃耶接壤的市镇（或旧市镇、城区）包括：圣费利克斯、埃尔姆、翁丹维尔、穆希勒沙泰勒、穆伊。

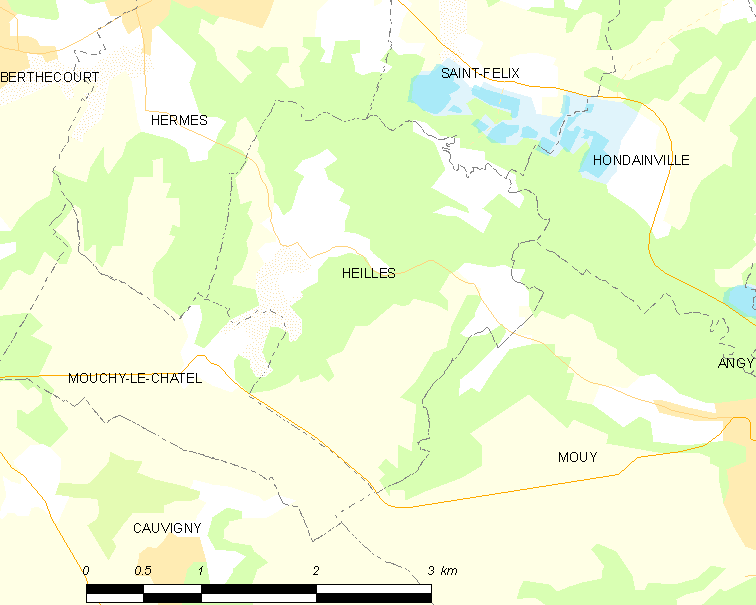
埃耶的OSM定位图

埃耶的时区为UTC+01:00、UTC+02:00（夏令时）。

## 行政
埃耶的邮政编码为60250，INSEE市镇编码为60307。

## 政治
埃耶所属的省级选区为穆伊县。

## 人口

1962-2008年间埃耶人口变化图示

埃耶于2022年1月1日时的人口数量为649人。